# Leo Rajendram Antony
Pour les articles homonymes, voir Antony (homonymie).
 Leo Rajendram Antony  , né le 18 avril 1927 à Karamban, et mort le 3 décembre 2012, est un prélat catholique srilankais, évêque de Trincomalee-Batticaloa.

## Biographie
Antony est ordonné prêtre en 1954. En 1968, il est nommé évêque auxiliaire  de Jaffna (en) et évêque titulaire de Fissiana (de). En 1972 il devient coadjuteur et en 1974 évêque de Trincomalee-Batticaloa. Antony prend sa retraite en 1983.

## Sources
- Profil sur Catholic hierarchy